# Soganaclia tsaratananae
Soganaclia tsaratananae är en fjärilsart som beskrevs av Griveaud 1978. Soganaclia tsaratananae ingår i släktet Soganaclia och familjen björnspinnare. Inga underarter finns listade i Catalogue of Life.